# Шкода румстер
Шкода румстер (чеш. Škoda Roomster) је аутомобил који је производила чешка фабрика аутомобила Шкода. Производиo се од 2006. до 2015. године.

## Историјат
Румстер је вишенаменско минивен возило са петоро врата и са пет седишта. Представљен је марта 2006. на салону аутомобила у Женеви, а од јуна исте године је у продаји. Од марта 2007. у продаји је комби верзија са двоје или петоро врата и два седишта, звана Шкода практик. Заснива се на платформи Фолксваген групације, а дели компоненте са октавијом и фабијом. Предњи део је идентичан са фабијом друге генерације, док задњу осовину користи од октавије тур. Конкуренти су му минивенови Фијат идеа, Нисан ноте, Опел мерива, Ситроен Ц3 пикасо, као и Фолксваген голф плус.
Румстер је заснован на концепту аутомобила са истим именом, првобитно откривен у септембру 2003. године на франкфуртском салону аутомобила. Концепт је био нешто краћи од производног модела, али је имао већe међуосовинскo растојање. Предвиђено је да садржи једна клизна врата иза сувозачеве стране, али је замењено са класичним задњим вратима. Као и производни, аутомобил су дизајнирали Thomas Ingenlath и Peter Wouda.
На европским тестовима судара румстер је 2006. године добио максималних пет звездица за безбедност.

## Мотори
| Модел             | Запремина | Цилиндри/ вентили | Снага          | Производња |
| Бензин            | Бензин    | Бензин            | Бензин         | Бензин     |
| ----------------- | --------- | ----------------- | -------------- | ---------- |
| 1.2 12V HTP       | 1198 cm³  | 3/12              | 47 kW / 64 КС  | 2006−2007  |
| 1.2 12V HTP       | 1198 cm³  | 3/12              | 51 kW / 69 КС  | од 2007    |
| 1.2 TSI           | 1197 cm³  | 4/8               | 63 kW / 86 КС  | од 2010    |
| 1.2 TSI           | 1197 cm³  | 4/8               | 77 kW / 105 КС | од 2010    |
| 1.2 TSI DSG       | 1197 cm³  | 4/8               | 77 kW / 105 КС | од 2010    |
| 1.4 16V           | 1390 cm³  | 4/16              | 63 kW / 86 КС  | од 2006    |
| 1.6 16V           | 1598 cm³  | 4/16              | 77 kW / 105 КС | 2006−2010  |
| 1.6 16V Tiptronic | 1598 cm³  | 4/16              | 77 kW / 105 КС | 2007−2010  |
| Дизел             |           |                   |                |            |
| 1.2 TDI           | 1199 cm³  | 3/12              | 55 kW / 75 КС  | од 2010    |
| 1.4 TDI           | 1422 cm³  | 3/6               | 51 kW / 70 КС  | 2007−2010  |
| 1.4 TDI           | 1422 cm³  | 3/6               | 59 kW / 80 КС  | 2006−2010  |
| 1.6 TDI           | 1598 cm³  | 4/16              | 66 kW / 90 КС  | од 2010    |
| 1.6 TDI           | 1598 cm³  | 4/16              | 77 kW / 105 КС | од 2010    |
| 1.9 TDI           | 1896 cm³  | 4/8               | 77 kW / 105 КС | 2006−2010  |

## Галерија
- Румстер
- Румстер
- Практик
- Практик